# Hilmi Kiremitçi
Hilmi Kiremitçi (ur. 1934 w Płowdiwie  – zm. 20 lipca 2011 w Bandırmie) – piłkarz turecki grający na pozycji napastnika. W swojej karierze rozegrał 13 meczów w reprezentacji Turcji i strzelił w nich 1 gola.

## Kariera klubowa
Karierę piłkarską Kiremitçi rozpoczął w klubie İstanbulspor. W latach 1953–1955 grał w nim w Istanbul Lig. Następnie w 1955 roku przeszedł do Vefa SK. Z kolei w 1960 roku przeniósł się do Fenerbahçe SK ze Stambułu. W sezonie 1960/1961 wywalczył z Fenerbahçe mistrzostwo Turcji. Po tym sukcesie wrócił do Vefy SK, a w 1967 roku ponownie zmienił klub i został zawodnikiem Sivassporu. W 1968 roku zakończył w nim swoją karierę.

## Kariera reprezentacyjna
W reprezentacji Turcji Kiremitçi zadebiutował 5 kwietnia 1957 roku w wygranym 4:0 meczu Mediterranean Cup 1953/1957 z Egiptem i w debiucie zdobył gola. W swojej karierze grał w eliminacjach do Euro 60 i MŚ 1962. Od 1957 do 1961 roku rozegrał w kadrze narodowej 13 meczów i strzelił w nich 1 bramkę.